# Henry Rollins
Henry Rollins (født 13. februar 1961 i Washington D.C.) er en amerikansk musiker, som startede sin karriere i hardcore punk-bandet Black Flag i 1981 (da bandets daværende sanger Dez Cadena hellere ville spille guitar). Senere har Rollins spillet solo og i sit band Rollins Band. Derudover har han skrevet flere bøger (bl.a. om sin tid på tour med Black Flag), turneret med spoken-word shows og kører nu et ugentligt radioprogram på kanalen KCRW og skriver jævnligt klummer (om alt fra musik til politik) i LA Weekly.

## Karriere i Black Flag
Black Flag var et af Rollins' yndlingsbands, så da de holdt audition for at finde en ny sanger i 1981, kørte han til D.C og gav den alt hvad han havde på scenen (til de af deres sange han ikke kunne teksterne til, fandt han på sine egne under fremførelsen). Han blev optaget i bandet og spillede med dem fra 1981-1986. 
I 1981 (Rollins' første år i bandet) optog Black Flag deres første LP "Damaged", som ikke blot, af mange, betragtes som Black Flag's bedste album, men sågar som et af de bedste hardcore punk-albums i det hele taget. På grund af uenigheder med distributøren optog Black Flag ikke flere albums før 1984, men turnerede dog uafbrudt (hvilket der kan læses om i Rollins' lydbog "Get in the Van").